# Palese Macchie
Palese Macchie è un quartiere di Bari. Insieme a Santo Spirito appartiene dal 2014 al Municipio 5.

## Geografia fisica
Il quartiere è situato 8 km a nord-ovest del centro. Confina:
- a nord con la costa Adriatica;
- a est con il quartiere Marconi - San Girolamo - Fesca, dal quale è separato dalla strada "Da Ponte";
- a sud-est col quartiere San Paolo, con la lama Balice che funge da confine naturale, fino alla ex cava di conglomerati stradali subito dopo la masseria Framarino;
- a sud con il comune di Bitonto, lungo la strada vicinale Tarine e una parte della complanare dell'aeroporto;
- a ovest con il quartiere Santo Spirito.

## Storia
Ritrovamenti effettuati da alcuni studiosi nella zona della baia (anni 1964 e 2014) e a sud dell'abitato, nei pressi di villa Zanchi (1987), il primo di un villaggio fortificato e il secondo di un rifugio temporaneo, hanno dimostrato la presenza di civiltà neolitiche anche nella zona di Palese.
Nelle epoche storiche che vanno fino al Seicento, questa zona fu quasi sicuramente interessata solo da agricoltura e pastorizia. Difficilmente fu utilizzata la costa, in quanto il fondale è generalmente molto basso (quindi non vi si possono attraccare imbarcazioni) e la riva, nei secoli passati si presentava acquitrinosa e malsana.

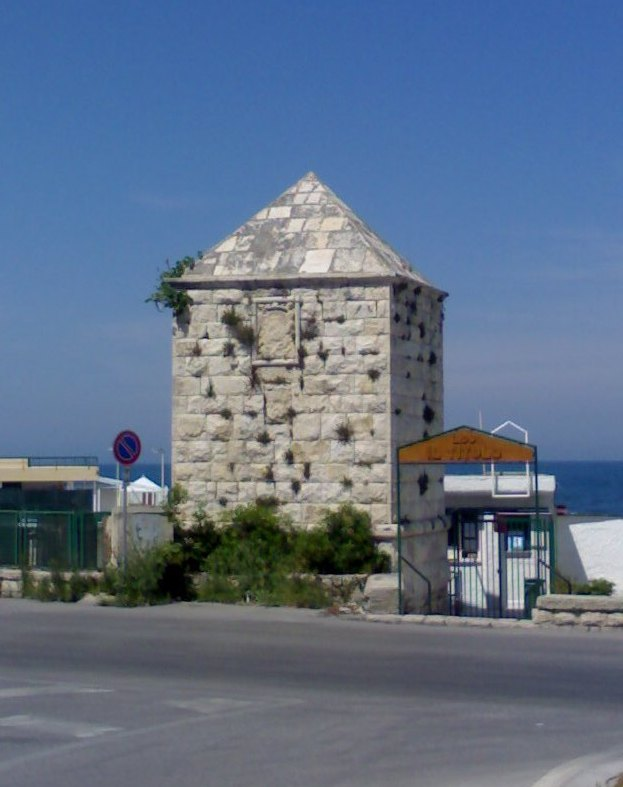
Il Titolo dell'Arenario (noto come "Titolo"): è uno dei cinque titoli che furono costruiti sul finire del XVI secolo, per indicare i confini tra i territori comunali di Bari e Bitonto. In un'incisione vi si legge ancora la data di costruzione (il 20 febbraio 1585)

Il territorio di Palese fu, a partire dal XIII secolo, testimone delle contese fra Bari e Bitonto per il possesso del vicino porto di Santo Spirito, a causa delle quali furono poste, ai confini fra i due territori comunali, che corrispondevano all'attuale via Capitaneo, delle lapides terminales, ossia lapidi di confine. Prima Isabella d'Aragona nel 1511 e poi sua figlia Bona Sforza nel 1527, dichiararono "zona promiscua" il suddetto territorio - tale zona diventava cioè proprietà sia barese che modugnese e l'Università di Modugno, in cambio di tale riconoscimento, che le consentiva uno sbocco sul mare Adriatico, pagava all'Università di Bari una tassa annua di 66 ducati -. Le contese territoriali si protrassero fino alla fine del XVI secolo, quando gli Aragonesi fecero erigere i "titoli"; in questo caso opere in pietra, a forma di parallelepipedi cuspidati, che sostituendo quelli precedenti, ben più piccoli, segnavano i confini fra le due Università. Da questo momento ebbe probabilmente inizio l'influenza di Modugno sul territorio di Palese, influenza riconosciuta poi legalmente nel 1809, a seguito dell'abolizione dei territori promiscui (diretta conseguenza della legge sull'abrogazione della feudalità, emanata nel 1806).

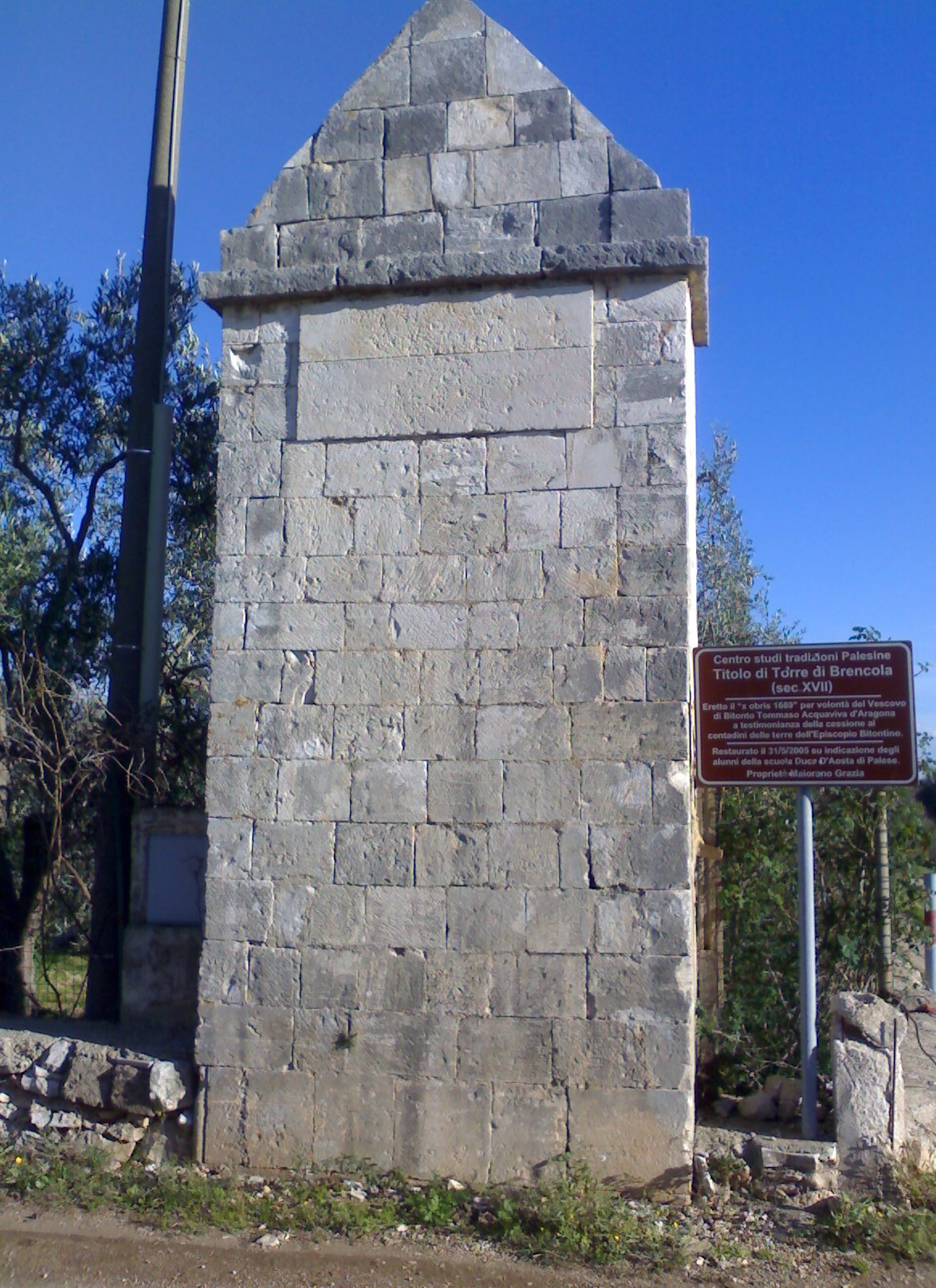
Il cippo di via Torre Brencola (sec. XVII), sulla cui lapide è riconosciuta la concessione in enfiteusi del terreno. Fu una delle prime concessioni agrarie

Macchie, la parte a sud del quartiere e territorialmente più estesa, era un tempo costituita da gruppi di case contadine sparse nella campagna, rigogliosa di piante e macchia mediterranea (da qui il nome), ed è sempre stata frazione di Bari.
Mentre lo sviluppo di Palese come centro abitato si ebbe tra i secoli XVII e XIX, grazie alla colonizzazione di contadini baresi, modugnesi (in maggior numero) e bitontini, quando la nobiltà ecclesiastica, allora padrona di gran parte dei terreni in questione, cominciò a concederli in enfiteusi ai contadini dei comuni contigui, che, con il passare del tempo riuscirono sempre più spesso a riscattare le proprietà, talvolta stabilendovisi per abitarle.
Tra la fine del XVIII e l'inizio del XIX secolo, Palese era divenuta un agglomerato d'insediamenti contadini sparsi nella campagna e quindi riconosciuta nel 1811 "Villaggio Riunito della Marina di Modugno", cioè frazione del comune di Modugno. L'annessione a Bari, come sua frazione, si ebbe nel settembre 1928 (durante il regime fascista), per volontà dell'allora Sottosegretario al Ministero dei lavori pubblici Araldo di Crollalanza, cui seguì poco dopo l'unione con Macchie. Da frazione del capoluogo, nel primo trentennio del novecento, anche Palese beneficiò della costruzione di diversi servizi pubblici, che ne migliorarono molto le condizioni di vita.
Nel 1970 Palese Macchie diventava quartiere del capoluogo e nel 1979, unita a Santo Spirito, Catino e San Pio (chiamata Enziteto fino agli anni duemila) costituiva la I Circoscrizione del Comune di Bari.
Nei primi anni sessanta nelle sue campagne, usufruendo di una precedente installazione militare, fu costruito l'aeroporto civile, completamente rinnovato nel 2004 e intitolato al defunto pontefice Karol Woytjla.
Nelle campagne si pratica ancora la coltivazione di olive, uva, mandorle, carrube e fichi.
Dal secondo dopoguerra fino ad oggi, la zona di Palese Macchie si è distinta tra le periferie baresi meno caotiche e come "zona franca" dalla delinquenza e malavita (cioè non è una periferia a rischio).
Palese Macchie è da sempre interessata da una spinta autonomistica. Per questa ragione, sin dagli anni 1970 esiste un "Comitato per l'Autonomia", il quale si batte per l'istituzione di un comune autonomo, separato da Bari, che comprenda anche le vicine Macchie e Santo Spirito. Nel 2009 fu sottoposto alla cittadinanza un referendum consultivo sullo scorporo dal capoluogo (parallelamente ai quartieri Carbonara, Ceglie e Loseto); nonostante la bassa affluenza, il risultato fu quasi totalmente a favore del "Sì". Tuttavia, il Consiglio Regionale votò contro la nascita del nuovo comune.

### Il nome
Le ipotesi sull'origine del nome sono diverse. Una credenza popolare vuole che esso derivi dal soprannome di un oste originario di Palo del Colle ("il palese"), che in un'epoca imprecisata, forse nel XVII secolo, aprì nella zona alta dell'odierno abitato una locanda; altre teorie, più accreditate, si fondano invece sulla presenza di un'alta palizzata di legno che circondava un casale medievale (pallizzo...palisco...palieso sono i nomi via via più recenti, derivati dal latino "pallitium" che, negli atti catastali delle diverse epoche, sembrano indicare sempre lo stesso luogo, sito su una leggera altura quale l'odierna piazza Capitaneo) oppure di una torre cinquecentesca ben visibile e quindi "palese", accorpata all'attuale palazzo Capitaneo, abbattuta nel 1969.

## Urbanistica

### Palese
Lo sviluppo urbano di Palese è avvenuto sempre in modo piuttosto disomogeneo, all'inizio tra via Capitaneo e via Modugno ma più concentrato a sud della vecchia via Napoli e, dopo il 1860 diviso in due parti dalla Ferrovia Adriatica. Gli edifici più vecchi ancora esistenti risalgono agli ultimi decenni dell'Ottocento e al primo trentennio del Novecento (tranne alcune eccezioni).
Via Capitaneo riprende il tracciato di una strada antichissima, che prolungandosi dall'epoca romana in "via Candela", l'attuale via Torre di Brengola, portava a Bitonto e assieme alla via della Marina -ora via Modugno- faceva da bretella di collegamento fra la via Traiana e la Minucia. Via Modugno invece, dall'epoca romana partiva dalla zona dell'attuale via Pizzillo, passando poi per Modugno e altri centri dell'entroterra, giungendo fino al golfo di Taranto; prima della costruzione dell'aeroporto collegava direttamente Palese a Modugno. Via Napoli portava alla capitale del Regno Borbonico, collegando Palese a Bari e alle altre città della costa.

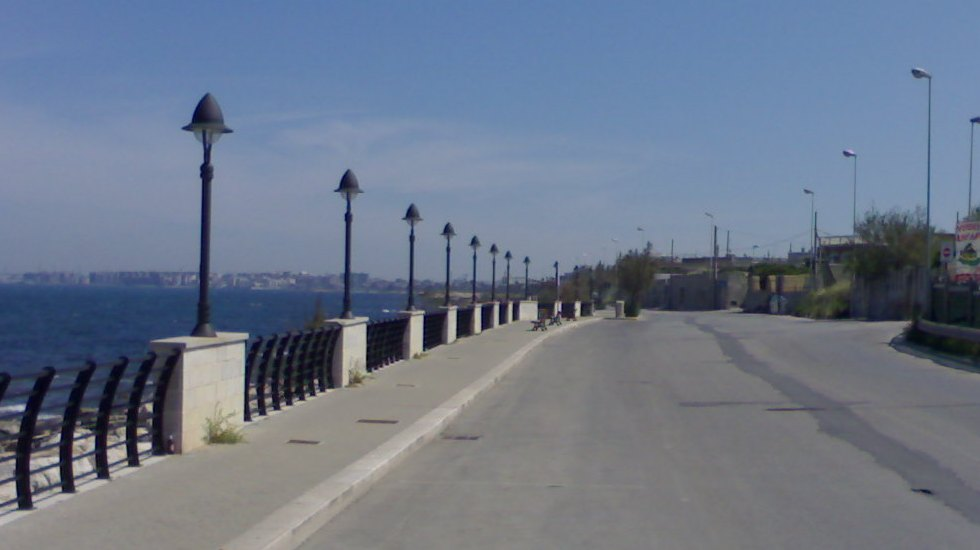
Un tratto del lungomare di Palese con in lontananza il centro di Bari.

Nel secondo dopoguerra, con il crescente sviluppo economico l'aspetto del quartiere cambia: trulli e pagliai vengono gradualmente sostituiti da palazzine e l'edificazione tra le vie Modugno e Capitaneo (la zona delimitata dalle le due strade è il centro di Palese) accelera fino a saturare quasi del tutto gli spazi alla fine degli anni novanta. Negli anni sessanta-settanta inizia l'edificazione delle ville tra via Napoli e il mare (in parte abitate d'estate), mentre la costruzione della Strada statale 16 limita l'espansione urbana a sud-est. Risale agli anni settanta-novanta la fascia di ville lungo la SS16, in direzione di Bari.
Persa da tempo la sua vocazione prettamente contadina, Palese è stata protagonista nell'ultimo trentennio di un crescente incremento di popolazione, a fronte del crollo demografico nel centro di Bari (fenomeno tipico delle grandi città), sicché è diventata una zona prevalentemente residenziale. Di contro, questo fenomeno ha portato a una forte domanda di costruzioni (il più delle volte edificate nell'immediata periferia) e all'innalzamento del valore degli immobili, mettendo a rischio la tradizionale caratteristica di polmone verde e borgo rurale di Bari; tra l'altro è uno dei pochi quartieri di Bari per il quale, nel Piano Regolatore del 1952 non sono state previste zone verdi e parchi pubblici, l'unica esistente è piazza Capitaneo, costruita per effetto del "piano Petrucci" del 1930.
Fra gli ultimi grandi insediamenti, quelli al confine con il quartiere San Paolo: la cittadella della Guardia di Finanza e i complessi residenziali lungo la lama Balice, a corona della zona aeroportuale.

### Macchie
Macchie è rimasta quasi allo stato originario, costellata di vecchie case in muratura a due piani, orti e ville con giardino. Lo sviluppo urbanistico poco organico e disordinato del centro abitato, ha creato diversi problemi, soprattutto di viabilità.
L'assetto viario del centro è impostato su una maglia quasi ortogonale di quattro vie "parallele" alla costa (tra esse lo stesso lungomare e Via Napoli -o Nazionale-), che s'incrociano con tre strade (le due estreme sono le già citate vie Capitaneo e Modugno-Duca d'Aosta). Corso Vittorio Emanuele II, "cuore" di Palese, è una delle vie principali parallele al mare che poi, prolungandosi in via Macchie, porta nell'omonimo villaggio.

## Monumenti e luoghi d'interesse

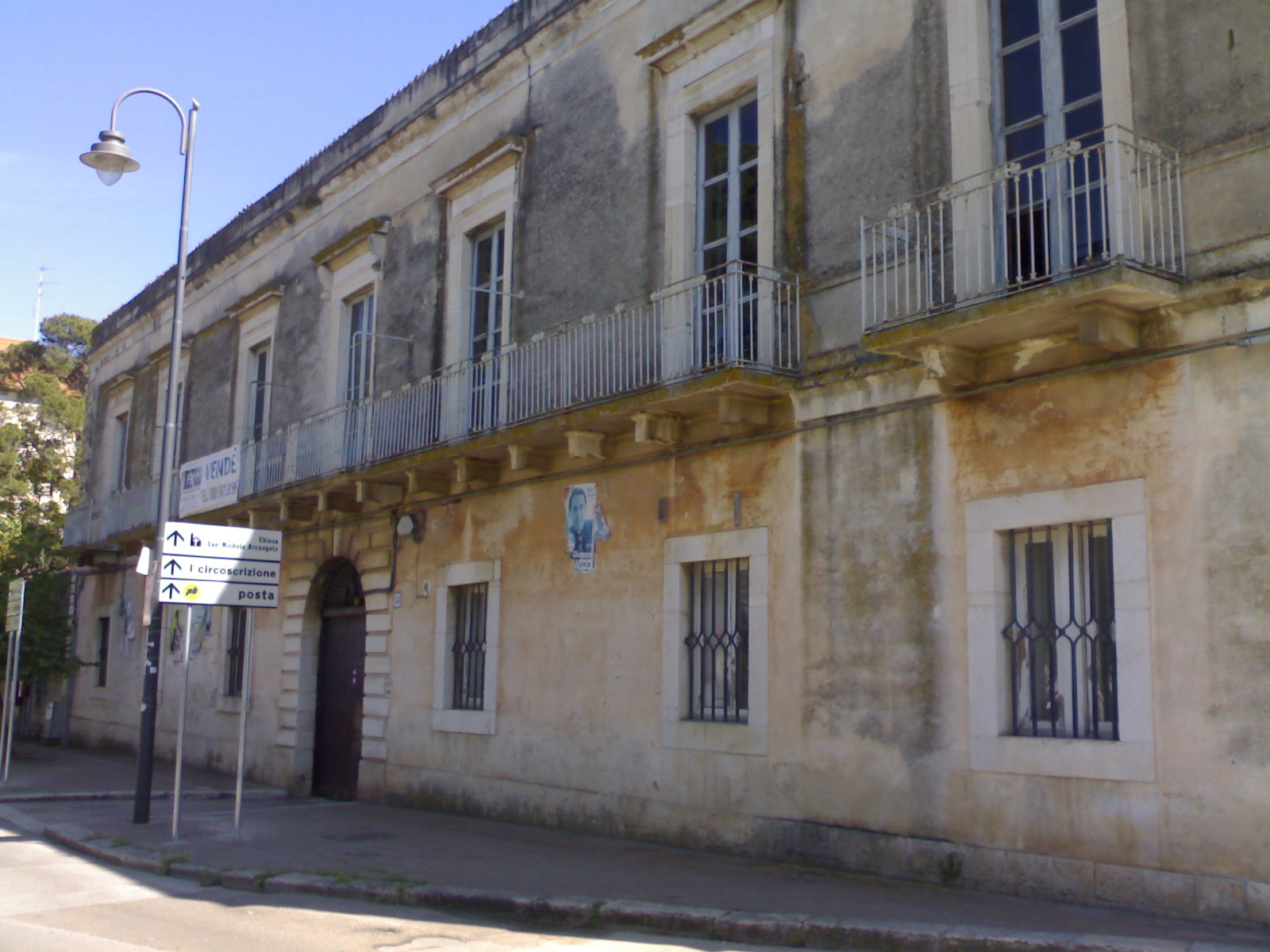
Palazzo Capitaneo: vista prospettica della facciata principale

Nelle vicinanze dell'aeroporto, sul confine tra Palese e Bitonto, si trova la Chiesa rurale dell'Annunziata, antecedente al XV secolo, in stile romanico pugliese con aggiunte tardo-barocche e affreschi cinquecenteschi recentemente scoperti sotto l'intonaco.

Al di là della lama Balice, nelle contrade Misciano, Sant'Andrea e Capo Scardicchio, ai limiti del territorio comunale verso Modugno, vi è il tracciato della Via Traiana(di cui però non rimane quasi più nulla dell'antico lastricato), mentre è ancora intatto e carrabile il vecchio ponte ottocentesco sulla lama, parte del tracciato della vecchia via Modugno.

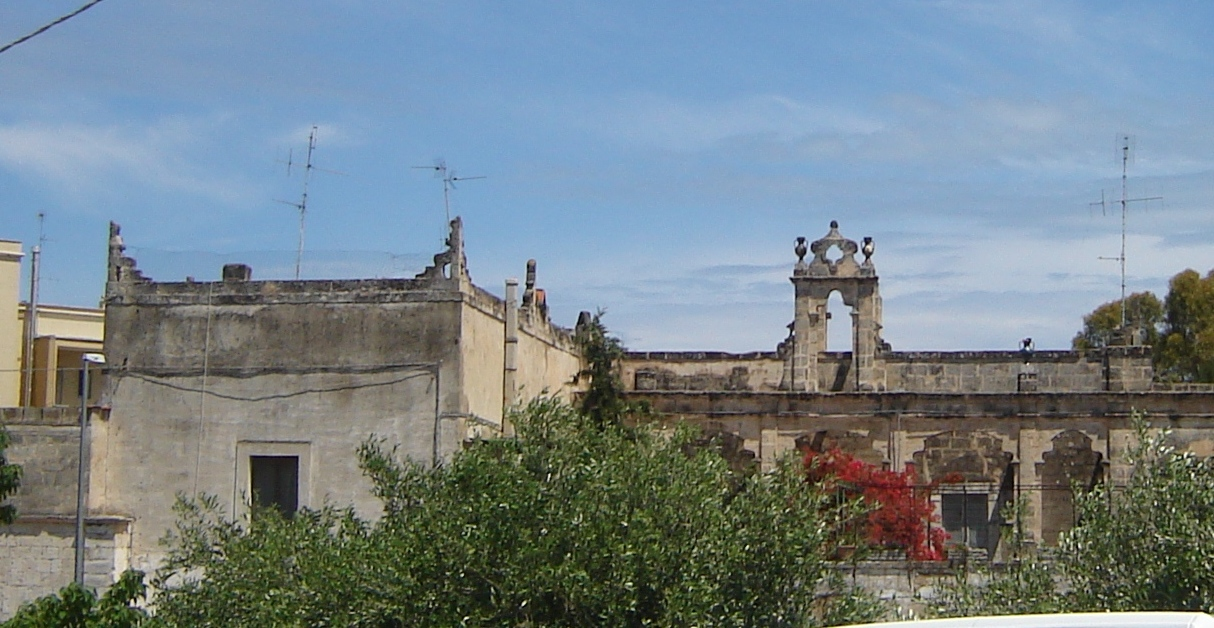
La settecentesca villa Zanchi con il caratteristico loggiato pergolato in stile tardo-barocco.

 Sono ancora intatti il titolo litoraneo dell'Arenario (nella foto in alto a sinistra) e il Titolo di Cammarata (ora contrada Arco Camerato), su un lato della SP Bitonto-Aeroporto; due dei cinque titoli confinari che sul finire del XVI secolo furono eretti per tracciare i confini fra Bari e Bitonto (il titolo detto "di pezze di Candela" fu rimosso nel 1970 a causa dell'ampliamento dell'aeroporto, e ricomposto in una scuola locale di restauro). I titoli di Sant'Andrea e della Chianca sono ora rispettivamente nei territori di Modugno e del quartiere San Paolo.
Il rione conserva interessanti ville tardo-barocche, fra cui le più importanti sono la settecentesca Villa Zanchi-Capitaneo, o semplicemente "villa Zanchi", Villa Capitaneo progettata dall'architetto Luigi Castellucci (1840-1887, costruita su strutture antecedenti e meglio conosciuta come "Palazzo Capitaneo"), Villa Amari Cusa (primi del sex. XIX) e l'ottocentesca Villa Longo de Bellis (anno 1870); altre ville storiche sono Villa Longo, Giancola-Longo, Pilolla e Villa Di Ciaula-Mastrolonardo, tutte del XIX secolo. Esiste ancora un cospicuo numero di vecchie masserie fortificate (XV - XVIII secolo), compresa la nota Torre "Ricchizzi", fatta salva dagli ampliamenti delle piste dell'Aeroporto. Si possono ammirare anche alcune pregevoli ville di inizio Novecento.
È di tipico stile novecentesco la chiesa parrocchiale, dedicata all'Arcangelo Michele (il Santo patrono), che sostituì l'omonima chiesa tardo-barocca precedentemente abbattuta. Nella fascia più prossima al mare è invece presente la chiesa, inaugurata nel 1969, dedicata alla Vergine Maria Stella Maris (Madonna di Costantinopoli), protettrice dei lavoratori e delle attività che dal mare traggono sostentamento.
Nel 2014, nelle vicinanze della costa, nella zona in cui furono già rinvenuti resti di un insediamento neolitico nel 1964, negli scavi per le fondamenta di alcune nuove ville sono stati scoperti importanti resti di abitazioni, sepolture ed oggetti datati fra il VI e il IV millennio avanti Cristo.

## Tradizioni e folclore
Nel quartiere avvengono importanti manifestazioni nella prima o nella seconda settimana di agosto con i festeggiamenti in onore del Santo patrono San Michele Arcangelo. La devozione all'Arcangelo affonda le radici nei primi anni del XIX secolo quando gli abitanti del villaggio, prevalentemente agricoltori, dedicarono una piccola cappella al Santo, protettore contro le carestie e le pestilenze. Tale cappella sorgeva nel luogo della chiesa attuale. Era radicata la consuetudine dei pellegrinaggi a Monte Sant'Angelo con traini e cavalli, cui in seguito si sarebbero aggiunte le biciclette. Questo legame è stato rinsaldato nell'anno 1990, nel XV secolo dalla prima apparizione dell'Arcangelo sul Gargano, attraverso un gemellaggio civile ed ecclesiastico fra le due comunità. Altri gemellaggi sono stati nel tempo stretti con realtà legate al culto di San Michele: Montemesola (TA), Orsara di Puglia (FG), Maddaloni (CE), San Donato di Lecce (LE), per citarne alcune. Dopo la solenne concelebrazione eucaristica della domenica della Festa Patronale, presieduta dall'Arcivescovo, prima della processione di gala, vengono consegnate le chiavi di Palese dalle autorità civili ed ecclesiastiche all'immagine del Santo Patrono, probabilmente di bottega napoletana. A memoria delle proprie origini si svolge un corteo rievocativo dei pellegrinaggi a Monte Sant'Angelo e, dall'anno 2010, un corteo storico sulla nascita del culto di San Michele Arcangelo. Palese, con quest'ultima manifestazione, è l'unico centro nel mondo, insieme a Monte Sant'Angelo, a vantare un corteo storico micaelico.
L'ultima domenica di luglio del 2008, è stata ripresa con grande concorso di popolo, la festa religiosa e popolare della "marina" dedicata alla Madonna Stella Maris, che per varie vicissitudini, anni prima era stata sospesa.
Di interesse e radicata tradizione la Processione dei Misteri, svolta la sera del venerdì Santo.
Oggetto di culto popolare sono anche Santa Cecilia (a devozione della quale si svolge una festa nella seconda metà di Novembre) e San Rocco (Santo protettore di Macchie; la festa in suo onore ha luogo nei primi giorni di Settembre).

## Sport
Almeno dalla fine degli anni trenta, l'agglomerato urbano ha avuto diverse rappresentative calcistiche, mai andate oltre il primo livello regionale, assieme ad alcune scuole Calcio come l'A.S.D. Palese, fondata nel 1983 e ancora attiva negli anni duemilaventi; in queste formazioni giovanili sono stati iniziati i giovani Diliso e Lorenzo Amoruso.
Tra la fine degli anni cinquanta e gli anni sessanta è esistita la "Polisportiva Palese", che praticava ciclismo dilettantistico e podismo.

## Infrastrutture e trasporti
Il centro abitato è raggiungibile dalla strada statale 16 (tangenziale di Bari), mentre è servito a sud, in adiacenza con l'aeroporto, dalla strada provinciale 156 Bitonto-Aeroporto, che si prolunga nella provinciale 73 Bari-Aeroporto, a sua volta penetrante nel quartiere San Paolo (come "viale Europa"), e dalla provinciale 54 Palese-Modugno.
Il quartiere è servito anche dalle autolinee di pullman AMTAB, che lo collegano agli altri quartieri di Bari.
Nel centro di Palese è ubicata la stazione delle FS Bari Palese-Macchie, cui fanno scalo alcuni treni regionali e i "metrò" attivi nel territorio comunale, mentre all'entrata da Palese alla zona Macchie c'è la Stazione di Bari Macchie, della linea Bari-Barletta (nota alla popolazione locale come "Bari Nord"), gestita dalla società Ferrotramviaria.

## Mezzi pubblici
È possibile raggiungere i quartieri Palese e Macchie con i seguenti mezzi pubblici:
- Linee di autobus dell'AMTAB: 1, 16, 33, 61;
- Treni regionali Trenitalia, stazione Bari Palese Macchie;
- Treni della Ferrotramviaria, stazioni Bari Palese e Bari Macchie;
- Tangenziale di Bari SS 16, uscite Palese (Via Nazionale) e Palese Zona 167 (Via Macchie).